# جورج فاسيليو
جيورجوس فاسوس فاسيليو (باليونانية: Γιώργος Βασιλείου)‏ (20 مايو 1931) هو سياسي قبرصي يوناني شغل منصب الرئيس الثالث لقبرص من عام 1988 حتى عام 1993. وكان أيضًا مؤسس وزعيم حزب الديمقراطيين القبرصيين المتحدين (EDI)، كما كان رجل أعمال ناجحًا للغاية.

## حياته
ولد فاسيليو في فاماغوستا في قبرص. كان والده فاسوس عضواً في اللجنة المركزية للحزب الشيوعي القبرصي AKEL. كان والده طبيبًا، وتطوع كطبيب إلى جانب الشيوعيين في الحرب الأهلية اليونانية. وخلال الحرب الأهلية استقر باقي أفراد عائلة فاسيليو في المجر. درس فاسيليو إلى الجامعة في المجر وكان طالبًا عند السياسي الهنغاري إيمري ناغ. هرب من المجر بعد الثورة المجرية 1956 وتابع دراسته في جامعة لندن. في عام 2018 كشف كتاب للكاتب "The Rambo of Pest" جيورجي ماركو أن فاسيليو كان جاسوساً للمخابرات المضادة في عصر ماتياش راكوشي، وبعد عام 1956 كان يعمل مخبراً بوزارة الداخلية تحت اسم "جيرجيلي"، وكان أحد الذين أبلغوا عن عالم الاقتصاد المعارض جانوس كورناي.

## المسيرة السياسية
تم انتخابه رئيسًا كمرشح مستقل بدعم من حزب AKEL في عام 1988، خلفًا للرئيس سبيروس كبريانو، الذي خدم فترتين رئاسيتين. خلال الفترة التي قضاها في منصبه، شهدت قبرص نموًا اقتصاديًا وكان مسؤولاً عن عدد من الإصلاحات بما في ذلك وقف ممارسة الشرطة في حفظ الملفات المتعلقة بالمعتقدات السياسية للمواطنين القبارصة. عمل من أجل التوصل إلى حل تفاوضي للنزاع القبرصي على أساس مجموعة أفكار بطرس بطرس غالي، مع ذلك بقي النزاع دون حل حتى ترك منصبه في عام 1993.
بعد أن خسر انتخابات 1993 أمام غلافكوس كليريدس، أسس حركة الديمقراطيين الأحرار وانتخب رئيسًا للحزب. انتخب عضواً في البرلمان القبرصي، بينما فاز حزبه السياسي بمقعدين (من أصل 56) في الانتخابات البرلمانية عام 1996. وفي نفس العام اندمج الحزب مع الحزب السياسي ADISOK وشكل حزبا جديداً للديمقراطيين المتحدين.
انتخب أيضًا رئيسًا للديمقراطيين المتحدين وظل رئيسًا حتى عام 2005. في الانتخابات البرلمانية لعام 2001 خسر حزبه أحد مقاعده ولم يتم إعادة انتخابه. في أعقاب استفتاء قبرص عام 2004 والذي كان من خلاله مؤيدًا قويًا لخطة عنان، استقال من رئاسة حزب الديمقراطيين المتحدين.
كما شغل منصب كبير المفاوضين لانضمام قبرص إلى الاتحاد الأوروبي من 1998 إلى 2003.

## المركزية الأوروبية
يعتبر فاسيليو مؤيد قوي للقضية الأوروبية، وقد أثبت ذلك مؤخراً من خلال المشاركة في التوقيع على خطاب جورج سوروس المفتوح الذي يدعو لمزيد من الدعم لاتحاد أوروبا في ظل اضطراب العملة الموحدة.
يشارك جورج فاسيليو بنشاط في المنظمات والأحداث السياسية والاجتماعية الدولية. وهو حاليًا عضو في المجلس الأوروبي للتسامح والمصالحة، الذي يرأسه بشكل مشترك الرئيس البولندي السابق ألكسندر كفاشنيفسكي ورئيس المؤتمر اليهودي الأوروبي فياتشيسلاف كانتور. لاحقاً تم تصميم ECTR لمراقبة التسامح في أوروبا وإعداد توصيات للحكومات الوطنية والمنظمات الحكومية الدولية فيما يتعلق بمكافحة كراهية الأجانب والتطرف ومعاداة السامية.

## حياته الشخصية
أنجب فاسيليو 3 أطفال من زوجته المحامية أندرولا فاسيليو.
في عام 2014، نشر فاسيليو كتابًا عن حياته قبل الرئاسة بعنوان "الأوديسة". لاحقاً في عام 2015 بدأ في كتابة تكملة لكتابه عن حياته كرئيس لقبرص.

## التكريم
- قبرص: فارس الصليب الأعظم من نيشان الاستحقاق.
- مالطا: رفيق فخري مع نيشان الاستحقاق الوطني (28 يونيو 1991).
- فرنسا: فارس الصليب الأعظم من وسام جوقة الشرف.
- اليونان: فارس الصليب الأعظم من وسام الفادي.
- إيطاليا: فارس الصليب الأعظم من وسام استحقاق الجمهورية الإيطالية.
- البرتغال: القلادة الكبرى من نيشان الأمير هنري.
- مصر: القلادة الكبرى من قلادة النيل العظمى.